# Dorsale Pacifique-Antarctique

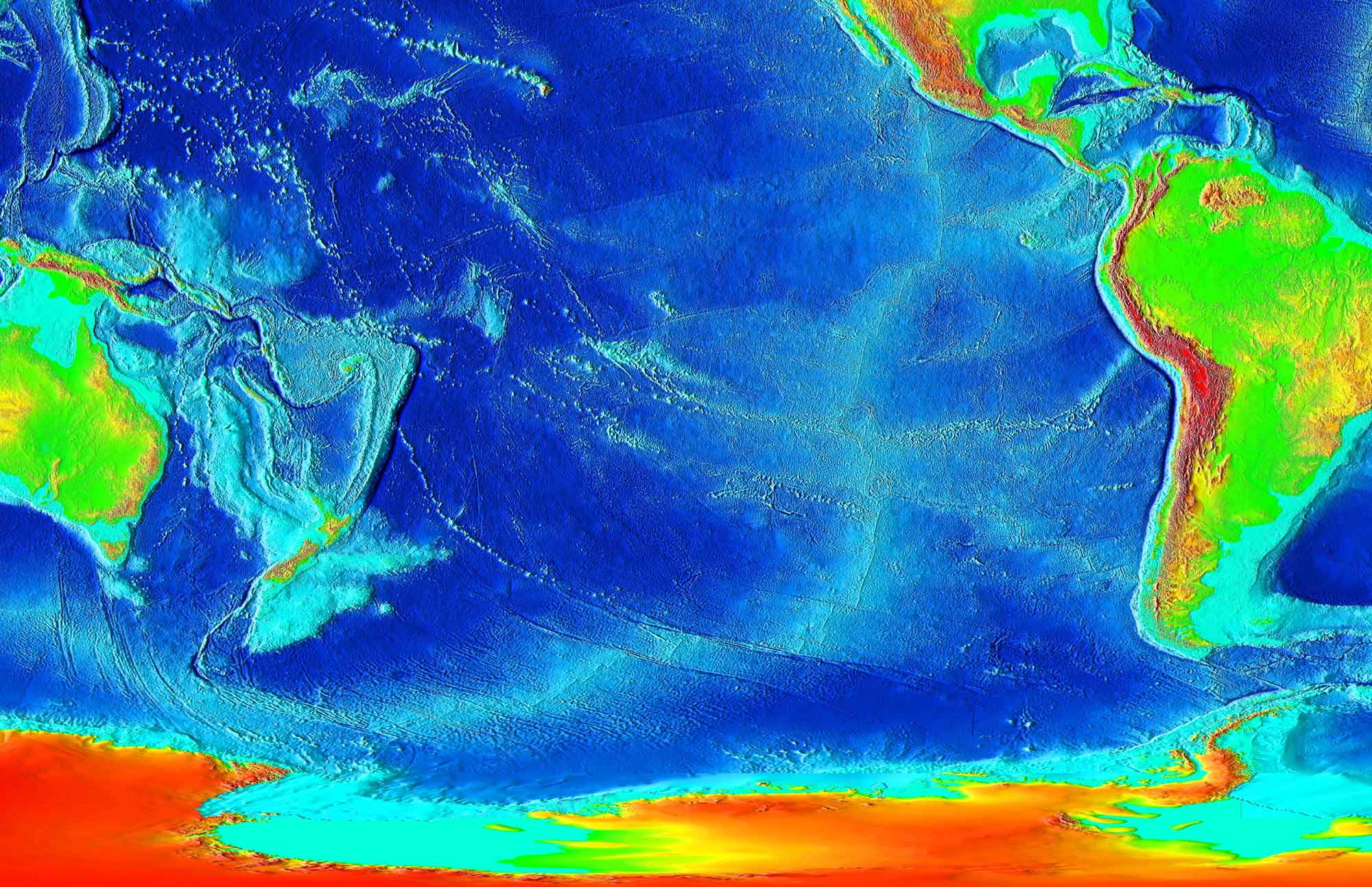
Dorsale Pacifique-Antarctique, extension au sud de la dorsale est-Pacifique.

La dorsale Pacifique-Antarctique est une dorsale du sud de l'océan Pacifique séparant la plaque pacifique de la plaque antarctique. Certains la considèrent comme étant la section la plus au sud de la dorsale est-Pacifique, s'étendant au sud de la Challenger Fracture Zone jusqu'au jonction triple de Macquarie.

## Chaîne sous-marine Louisville

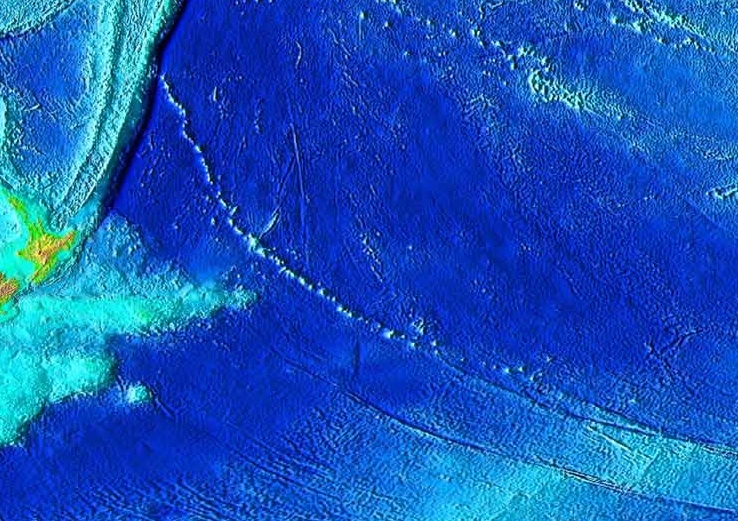
Chaîne sous-marine Louisville.

La dorsale est traversée par la chaîne sous-marine Louisville, qui s'étend de 4 300 km au nord-ouest de la dorsale Pacifique-Antarctique jusqu'au Osbourn Seamount (en).